# Ozjorská vodní elektrárna
Ozjorská vodní elektrárna (rusky Озёрская ГЭС) je vodní dílo na řece Angrapa ve městě Ozjorsk v Kaliningradské oblasti v Rusku. Vzhledem k zeměpisnému umístění sehrála významnou roli v historii vodní energetiky Německa, Polska a Ruska.

## Popis díla
Důvodem výstavby elektrárny byl pohon zařízení mlýna, který byl ve své době největším podnikem ve východopruském městě Darkehmen. Část energie byla použita i pro elektrické osvětlení města, čímž elektrárna i město získaly prvenství v Německu.
Průměrný průtok řeky Angrapa je kolem 14 m³/s a pro výkon v řádu stovek koňských sil bylo nutno vystavět dílo, vytvářející spád přes čtyři metry. Elektrárna byla vybavena dvěma přetlakovými  turbínami a dynama poskytovala výkon přes 200 kilowattů. I výkonem patřila ve své době mezi nejvýkonnější vodní elektrárny v Evropě.
V historii byl její provoz několikrát přerušen v důsledku bojových operací první i druhé světové války. Od roku 2000 pracují v elektrárně dvě Kaplanovy turbíny o celkovém výkonu 500 kW. Ročně v průměru poskytuje 1,7 milionu kWh, což je pouhých 0,05 procent spotřeby v Kaliningradské oblasti.

## Historie provozu
První stejnosměrný proud elektrárna dodala v roce 1880. Mezi 23. srpnem a 23. září bylo město obsazeno ruskou armádou a elektrárna se tak na měsíc stala nejstarší elektrárnou v Rusku. Po ústupu ruských vojsk došlo v roce 1915 k ruské ofenzivě, která se zastavila nedaleko města, které bylo z 90% zničeno. Vážně byla poškozena i elektrárna.
Mezi světovými válkami bylo město Darkehmen součástí Německé říše, od roku 1938 do roku 1946 neslo název Angerapp. 23. ledna 1945 bylo město dobyto Rudou armádou a od roku 1946 nese název Ozjorsk.
Od srpna do prosince 1945 bylo sídlo součástí Polska a elektrárna se tak stala nejstarší vodní elektrárnou v Polsku. Od roku 1946 do současnosti (2019) je součástí Ruska.
Vodní elektrárna byla postavena na německém území pomocí německé technologie a německého kapitálu. Jako k takové k ní přistupuje i ruská odborná veřejnost. Ve zmínkách o historii vodní energetiky v Rusku se sice o ní vyskytuje zmínka jako o nejstarší vodní elektrárně na současném ruském území, za nejstarší ruskou elektrárnu na území Ruska je však považována vodní elektrárna na řece Nygri ve Východní Sibiři.

## Současnost
Od rekonstrukce v roce 2000 elektrárna dodává energii do jednotného energetického systému. Od téhož roku jsou prostory mlýna využívány pobočkou české společnosti na výrobu zapalovacích svíček Brisk Tábor.